# Chasse gardée
Chasse gardée és una pel·lícula de comèdia francobelga del 2023 dirigida per Antonin Fourlon i Frédéric Forestier, estrenada el 2023. Aborda el tema del xoc cultural, viscut per una parella de París que es trasllada a un poble amb una forta comunitat de caçadors. S'ha doblat i subtitulat al català.
Segons els crèdits cinematogràfics, el film es va rodar a Compiègne i als voltants, a Vieux-Moulin i a Pierrefonds, al departament de l'Oise. Algunes escenes es van rodar a Aisne.
El febrer de 2024, al final del seu setè cap de setmana d'estrena, es va convertir en la sisena pel·lícula francesa a entrar al top 20 de la taquilla de pel·lícules estrenadas el 2023 a França. Va superar les 1.778.000 entrades.